# 末次由紀
末次 由紀（すえつぐ ゆき、1975年9月8日 - ）は、日本の漫画家。福岡県出身。女性。血液型はB型。

## 来歴
小学生高学年の頃より漫画を描き始め、中学1年生の頃より投稿を始める。
高校1年生の頃の1992年、末次由記名義で投稿した「太陽のロマンス」で第14回なかよし新人まんが賞佳作を受賞し、同作品が『なかよし増刊』（講談社）に掲載されデビュー。
1995年から、『別冊フレンドDX Juliet』『別冊フレンド』（いずれも講談社）に移籍し、『君の白い羽根』『エデンの花』などの作品で主力作家陣の一員として活躍する。
2005年、他の漫画家からの構図の盗用が判明し、一時漫画家活動を停止。2007年3月に、『BE・LOVE』（講談社）で活動を再開。
2007年、『BE・LOVE』2007年6号に、読切作品「ハルコイ」を掲載。読者およびファンに対してのお詫びも合わせて掲載し、活動を再開。同誌2008年2号から「ちはやふる」の連載を開始。
2009年、「ちはやふる」で第2回マンガ大賞2009を受賞するとともに『このマンガがすごい!2010』のオンナ編で第1位となった。2011年でも第35回講談社漫画賞少女部門を受賞。
2018年、初の原画展「ちはやふるの世界」を東京・大阪・名古屋で開催。
2019年7月1日、2年半前に描いたマンガをツイッターで公開し、4児の親であることを明かした。
2020年1月、末次が発起人となり競技かるたの発展等を目的として「一般社団法人ちはやふる基金」が設立された。同年2月「ちはやふる小倉山杯」が開催される。
『ちはやふる』の連載中に結婚、4人の子供を出産。

## 構図の盗用
2005年10月、日本のインターネット掲示板である2ちゃんねるで、他の漫画家と構図が似ているとの指摘があり、講談社が調査を開始。同社は10月18日に、『エデンの花』『君の白い羽根』などで井上雄彦の『SLAM DUNK』『リアル』などからの作画トレースがあり、作者本人もその事実を認めたと発表。『別冊フレンド』2005年11月号に謝罪文を掲載するとともに、連載中だった『Silver』の連載中止（事実上の打ち切り）と既刊の単行本すべてを絶版とし、回収する措置をとった。このことは新聞やテレビの全国ネットのニュースでも報道されるところとなり、2007年3月まで漫画家活動を停止した。
2009年3月に連載復帰一作目の『ちはやふる』が第2回マンガ大賞を受賞した際、末次は授賞式を欠席し（代理の編集部員が出席）、関係者に謝辞を表しつつも「過去に犯した間違いというものがあり、自分はまだこういう場に出て行けるような人間ではない。一生懸命マンガを描いていくことでしか恩返しはできない」というコメントを発表している。

## 作品リスト

### 漫画作品
※印の単行本・短編集は、構図の盗用が判明した際に絶版となっている。
- 君の白い羽根（1995年、『別冊フレンド』、講談社） - 読切作品。同名短編集（1995年、講談社）に収録。 ※
- この胸の素直（1996年、『別冊フレンド』） - 読切作品。同名短編集（1996年、講談社）に収録。 ※
- 君のための何もかも（1996年、『別冊フレンド』） - 読切作品。同名短編集（1996年、講談社）に収録。 ※
- Promise（1996年、『別冊フレンド』） - 読切作品。同名短編集（1996年、講談社）に収録。 ※
- 君の黒い羽根（単行本『この胸の素直』への描き下ろし作品） - 読切作品。同名短編集（1998年、講談社）に収録。 ※
- Only You-翔べない翼-（1997年 - 1999年、『別冊フレンド』） - 単行本全8巻（1997年 - 2000年、講談社） ※
- いとしいキミ（1998年 - 1999年、『別冊フレンドDX Juliet』、講談社） - 単行本全1巻（1999年、講談社） ※
- 君の白い羽根II - 短編集（2000年、講談社） ※
- エデンの花（2000年 - 2004年、『別冊フレンド』） - 単行本全12巻（2000年 - 2004年、講談社） ※
- 君の白い羽根DX - 短編集（2001年、講談社） ※
- 君の黒い羽根DX - 短編集（2001年、講談社） ※
- 100%の君へ（2003年 - 2005年、『別冊フレンドDX Juliet』） - 単行本全2巻（2004年、講談社） ※
- 君は僕の輝ける星（2002年 - 2004年、『別冊フレンドDX Juliet』・『別冊フレンド2004増刊』） - 単行本全1巻（2004年、講談社） ※
- Silver（2004年 - 2005年、『別冊フレンド』） - 単行本2巻（2005年、講談社。連載中止により未完） ※
- 君の白い羽根DXII - 短編集（2005年、講談社） ※
- 君の黒い羽根DXII - 短編集（2005年、講談社） ※
- ハルコイ（2007年、『BE・LOVE』、講談社） - 読切作品。同名短編集（2007年、講談社）に収録。
- ちはやふる（2007年 - 2022年、『BE・LOVE』） - 単行本全50巻（2008年 - 2022年、講談社）
  - ちはやふる plus きみがため（2023年 - 、『BE・LOVE』） - 上記続編[14]。単行本既刊4巻。
- クーベルチュール（2009年 - 不定期掲載中、『BE・LOVE』）- 単行本既刊2巻（2014年 - 続刊中、講談社）
- MA・MA・Match（2023年、『good!アフタヌーン』2023年12号[15]） - 読切作品[15]。

### その他
- 同人誌「pray for Japan」 - 東日本大震災の被災者を支援する為に他の漫画家と共同で執筆[16]
- Perfume「FLASH」（2016年） - 配信シングルジャケット [17]
- テレビアニメ アルスラーン戦記 風塵乱舞 - 第3話エンドカード
- テレビアニメ 3月のライオン - 第17話エンドカード
- PRIUS PHVenus「ダブルバブルウインドゥ」[18]
- 資生堂 - TSUBAKI「働くワタシの髪事情」（ウェブCM、2019年2月25日 - ）[19]
- 『旺文社 標準国語辞典 第八版 特装版』、『旺文社 標準漢和辞典 第七版 特装版』（2023年3月20日発売[20]） - カバーイラスト描きおろし[20]